# Liga Junger Konservativer
Die Liga Junger Konservativer (lit. Jaunųjų konservatorių lyga, JKL) ist eine Jugendorganisation  und  ein eigenständiger litauischer Kinder- und Jugendverband der konservativen Partei Tėvynės sąjunga. Die Mitglieder sind die Kinder und Jugendlichen. Die JKL besteht seit dem 26. März 1993.

## Leitung
- 1993:  Robertas Narkevičius
- 1993: Ronaldas Račinskas
- 1995: Juozas Meldžiukas
- 2000: Andrius Kupčinskas, Bürgermeister von Kaunas
- 2006: Mykolas Juozapavičius
- 2009: Andrius Vyšniauskas (* 1987), Seimas-Mitglied
- Arnoldas Pikžirnis, Vizeminister für Energie
- Radvilė Morkūnaitė, Seimas-Mitglied
- 2010: Uršulė Stonkutė
- 2011: Adomas Bužinskas
- 2013: Agnė Kaniauskaitė
- 2015: Teodoras Žukas
- 2019: Mantas Benkunskas

2019–2021: Kotryna Briedytė
- 2023: Ralfas Romeika

## Ehrenrat
- Andrius Kubilius,  Europaparlament-Mitglied, Premierminister
- Gabrielius Landsbergis, Außenminister, TS-LKD-Leiter
- Radvilė Morkūnaitė-Mikulėnienė,  TS-LKD-Seimas-Fraktionsleiterin
- Paulė Kuzmickienė,  Seimas-Mitglied
- Valdas Benkunskas, Bürgermeister von Vilnius
- Adomas Bužinskas, stellv. Direktor der Verwaltung von Vilnius
- Jonas Survila, seit 2024 Vizeminister für Äußeres
- Teodoras Žukas
- Mantas Benkunskas
- Kotryna Briedytė
- Vytautas Ališauskas
- Dovydas Skarolskis
- Linas Skirius